# Ria Wägner
 (septembre 2024).
Ria Wägner, née Maria Wägner le 28 octobre 1914 à Kungsholm et morte le 11 novembre 1999 à Lidingö, est une journaliste, écrivaine, traductrice et productrice de télévision suédoise. Elle a marqué l'histoire en devenant l'une des premières figures emblématiques de la télévision en Suède,.

## Biographie

### Enfance
Ria Wägner était la fille de l'autrice et traductrice Ellen Rydelius (en) (1885–1957) et de l'écrivain Harald Wägner (1885–1925). Sa tante paternelle était l'écrivaine féministe et pacifiste Elin Wägner. Ses parents se sont séparés en 1922, et Ria a grandi aux côtés de sa mère, qui, en tant qu'écrivaine de voyage, passait beaucoup de temps à Rome. Durant cette période, Ria a fréquenté pendant deux ans une école dirigée par des religieuses anglaises. De retour en Suède avec sa mère, elle a poursuivi ses études à la Whitlockska samskolan, où elle a obtenu son diplôme en 1933.

### Carrière
Ria Wägner a étudié à l'Université de Lund, où elle a obtenu une maîtrise ès arts en 1939. Elle a ensuite travaillé comme journaliste pour plusieurs publications, dont le Göteborgs Handels- och Sjöfartstidning, le Nya Dagligt Allehanda (en), la Vecko-Journalen et le Veckorevyn (en). En 1962-1963, elle a été rédactrice en chef du magazine Idun, jusqu'à sa fusion avec la Vecko-Journalen. En plus de sa carrière journalistique, Ria a également écrit des livres de voyage et de cuisine,.
En 1956, l'année du lancement officiel de la télévision suédoise, Ria Wägner commence à animer sa propre émission intitulée « Hemma med Ria » (À la maison avec Ria). Diffusée de 1956 à 1966, puis de 1970 à 1978, l'émission portait sur des thèmes variés comme la cuisine, l'économie domestique, l'art et la musique. Un détail mémorable de l'émission était la manière dont Wägner terminait chaque programme, en faisant un signe de la main vers l'arrière devant la caméra,.

### Vie privée
Ria Wägner a été mariée au journaliste Staffan Rosén de 1939 à 1946, avec qui elle a eu deux fils. Par la suite, elle a partagé sa vie avec l'écrivain Gustav Sandgren (en) de 1945 jusqu'à sa mort en 1983, et ensemble, ils ont eu une fille.
Ria Wägner meurt à Lidingö en 1999.